# ルーク・コムズ
ルーク・コムズ（Luke Combs、本名: Luke Albert Combs、1990年3月2日 - ）は、アメリカ合衆国ノースカロライナ州シャーロット出身のカントリー歌手、シンガーソングライター。

## 来歴

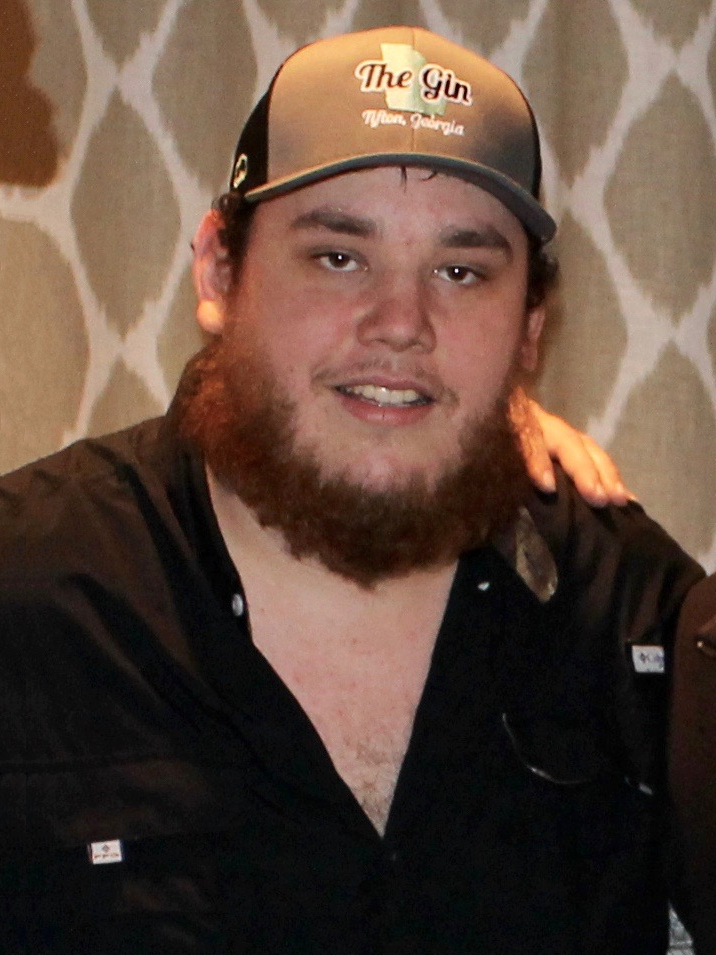
Luke Combs（2016年）

1990年3月2日、ルーク・コムズはノースカロライナ州シャーロットで一人っ子として生まれ、8歳の時にノースカロライナ州アシュビルに引っ越した。幼少期からヴォーカリストとして活動しており、高校在学中はフットボールに打ち込む傍ら、複数のヴォーカルグループと共演し、カーネギーホールでソロを披露するなど音楽活動を続けた。その後、アパラチア州立大学に通い、バーの用心棒として働いてる際にそのバーのステージに立つ機会を得た。初めて曲を書いたのは22歳の時だった。大学4年の残り1か月を切った頃、ルーク・コムズはカントリー・ミュージックのキャリアを追求するために中退した。その後、音楽のためにテネシー州ナッシュビルに移り住む。
2014年2月、デビューEP『The Way She Rides』をリリース。同年、2作目のEP『Can I Get an Outlaw』をリリースした。
2015年11月、3作目のEP『This One's for You』をリリースする。
2016年、1stシングル『Hurricane』は初週に15,000枚を売り上げ、ビルボードのカントリー・チャートで初登場46位を記録した。ルーク・コムズはサウンズ・ライク・ナッシュビルの「注目のアーティスト」の1人に選ばれる。
ルーク・コムズはソニー・ミュージック・ナッシュビルと契約し、『This One's for You』からのデビュー・シングル「Hurricane」がコロンビア・ナッシュビルから再リリースされた。同曲は2017年5月15日にカントリー・ラジオのエアプレイ・チャートで1位を獲得し、2週間その座をキープした。
2017年6月、メジャー・デビューアルバム『This One's for You』をリリースする。ビルボードのトップ・カントリー・アルバムで1位、Billboard 200では5位を記録した。アルバムはデラックスバージョンも制作され、シングルとなった5曲すべてがBillboard Hot 100のTop40にチャートインした。
2019年2月、ルーク・コムズは第61回グラミー賞の新人賞にノミネートされる。8月、デビューアルバム『This One's for You』がビルボードのトップ・カントリー・アルバム・チャートで44週目の1位を獲得し、男性アーティストによる同チャートの首位最長記録を更新した。
2019年11月8日、2作目のアルバム『What You See Is What You Get』をリリースする。アルバムからはシングル「Beer Never Broke My Heart」「Even Though I'm Leaving」、Eric Churchとのデュエット曲「Does to Me」「Lovin' on You」がリリースされた。
2020年5月、新型コロナウイルスのパンデミック中の生活の困難を描いた楽曲「Six Feet Apart」をリリースする。10月23日には2ndアルバムのデラックス・ヴァージョン『What You See Ain't Always What You Get』をリリースした。

## 人物

### 家族
ルーク・コムズは2016年初頭からニコール・ホッキング（Nicole Hocking）と交際を始め、2018年11月に婚約した。2020年8月1日、2人はフロリダで結婚した。

### 政治との関わり
アメリカのカントリーミュージック業界には保守的な傾向があるとされるが、ルーク・コムズは支持政党について明確な立場を表明していない。しかし、ルーク・コムズは2020年7月のドナルド・トランプ大統領が主催するホワイトハウスでの集会の演奏オファーを断り別のイベントに出演したり、トランプ大統領が弾圧するブラック・ライヴズ・マターへの支持を表明したりしている。

## ディスコグラフィ
スタジオアルバム 
- This One's for You (2017年)
- What You See Is What You Get (2019年)
- Growin' Up (2022年)
- Gettin' Old (2023年)